# Marko Vavic
Marko Joseph Vavic (* 25. April 1999 in Los Angeles, Kalifornien) ist ein Wasserballspieler aus den Vereinigten Staaten. Er gewann 2024 die olympische Bronzemedaille. 2019 siegte er mit dem Team der Vereinigten Staaten bei den Panamerikanischen Spielen.

## Sportliche Karriere
Marko Vavic ist der Sohn eines Montenegriners und einer Amerikanerin. Er verfügt über beide Staatsbürgerschaften. Vavic graduierte an der University of Southern California, für deren Sportteam er zuvor auch spielte. 2024 war er als Profi in Italien bei Rari Nantes Savona aktiv.
Ab 2017 spielte Vavic in der US-Nationalmannschaft. 2017 belegte das US-Team bei der Weltmeisterschaft in Budapest den 13. Platz. Zwei Jahre später erreichte die Mannschaft den neunten Platz bei der Weltmeisterschaft in Gwangju. Im Finale der Panamerikanischen Spiele 2019 siegte das Team aus den Vereinigten Staaten gegen Kanada. Bei den 2021 ausgetragenen Olympischen Spielen in Tokio unterlag Vavic mit seiner Mannschaft im Viertelfinale den Spaniern mit 8:12. In den Platzierungsspielen erreichte die Mannschaft den sechsten Platz.
Bei der Weltmeisterschaft 2022 in Budapest unterlag die Mannschaft aus den Vereinigten Staaten im Viertelfinale den Griechen und belegte letztlich den sechsten Rang. 2023 bei der Weltmeisterschaft in Fukuoka erreichte die Mannschaft aus den Vereinigten Staaten den siebten Platz. 2024 erreichte die US-Mannschaft bei der Weltmeisterschaft 2024 nur den neunten Rang. Bei den Olympischen Spielen in Paris belegte das US-Team den dritten Platz in seiner Vorrundengruppe. Im Viertelfinale gewann das Team im Penaltyschießen gegen die Australier, wobei Vavic den entscheidenden letzten Penalty verwandelte. Nach einem 6:10 im Halbfinale gegen Serbien bezwang die Mannschaft aus den Vereinigten Staaten im Spiel um Bronze die Ungarn im Penaltyschießen, nachdem es am Ende der regulären Spielzeit 8:8 gestanden hatte.